# 季赫温公墓
季赫温公墓（俄语：Тихвинское кладбище）是一座位于俄罗斯圣彼得堡亚历山大·涅夫斯基修道院的名人墓葬。

## 历史

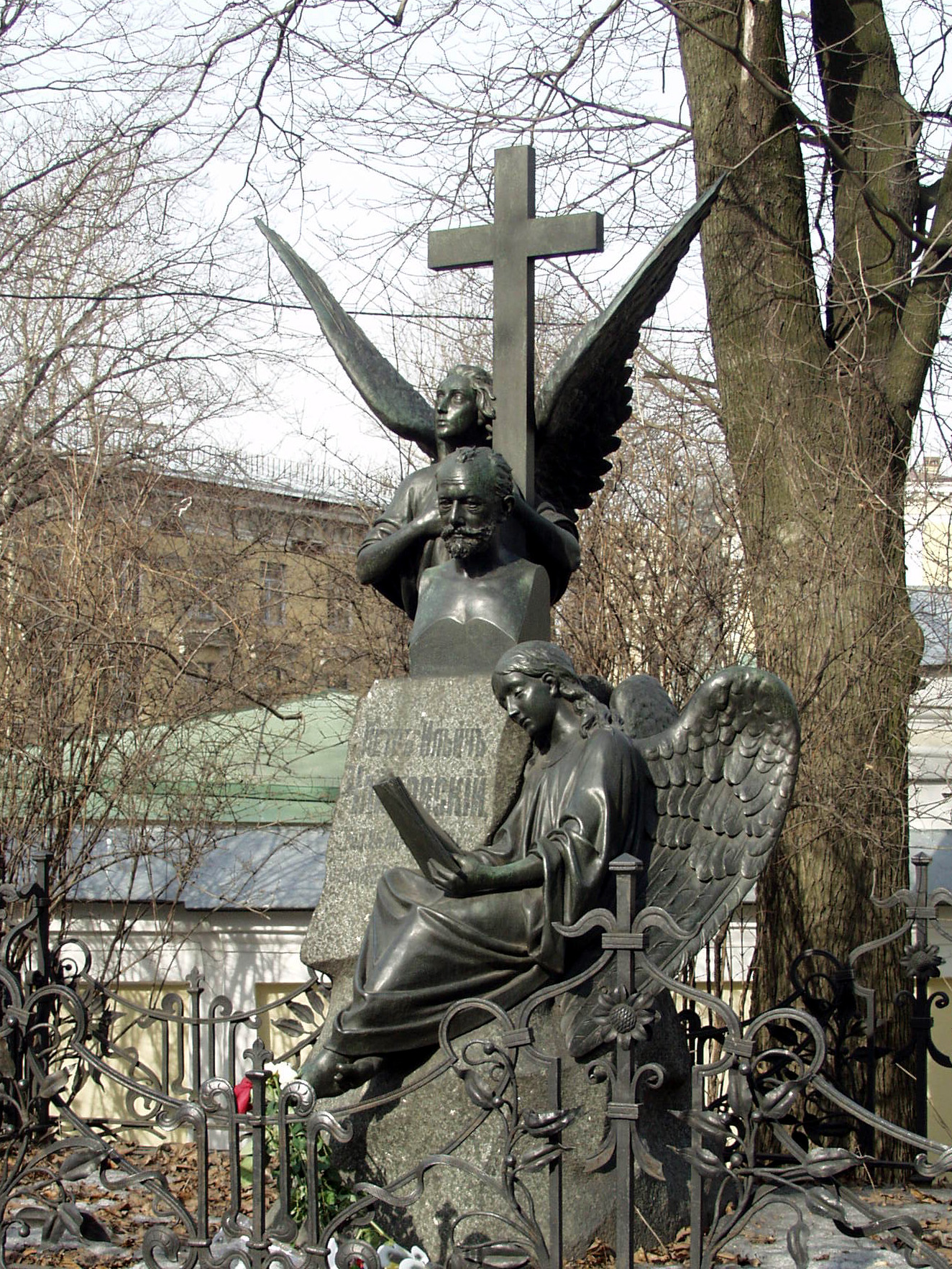
彼得·伊里奇·柴可夫斯基纪念墓葬

建立于1823年，埋葬了不少俄罗斯名人。其中有：
- 米利·阿列克谢耶维奇·巴拉基列夫（1836-1910），作曲家
- 亚历山大·波菲里耶维奇·鲍罗丁（1833-1887），作曲家
- 策扎尔·安东诺维奇·居伊（1835-1918），作曲家
- 费奥多尔·米哈伊洛维奇·陀思妥耶夫斯基（1821-1881），作家
- 莱昂哈德·欧拉（1707-1783），数学家和物理学家
- 格拉祖诺夫（1865-1936），作曲家
- 米哈伊尔·伊万诺维奇·格林卡（1804-1857），作曲家
- 薇拉·科米薩夫斯卡婭（英语：Vera Komissarzhevskaya）（1864-1910），女演员
- 伊萬·克雷洛夫（1769-1844），作家
- 阿爾希普·庫因德奇（英语：Arkhip Kuindzhi）（1842-1910），艺术家
- 莫杰斯特·彼得罗维奇·穆索尔斯基（1839-1881），作曲家
- 莫里斯·珀蒂帕（1818-1910），芭蕾演员和舞蹈家
- 尼古拉·安德烈耶维奇·里姆斯基-科萨科夫（1844-1908），作曲家
- 安东·格里戈里耶维奇·鲁宾斯坦（1829-1894），钢琴家，指挥家和作曲家
- 弗拉基米尔·斯塔索夫（英语：Vladimir Stasov）（1824-1906），评论家
- 费奥多尔·斯特拉文斯基（英语：Fyodor Stravinsky）（1843-1902），歌剧家，歌手，作曲家伊戈尔·费奥多罗维奇·斯特拉文斯基之父
- 彼得·伊里奇·柴可夫斯基（1840-1893），作曲家，纪念墓葬